# Piazza Lenin (San Pietroburgo)
Piazza Lenin (in russo: площадь Ленина - ploschad' Lenina) è una delle principali della città russa di San Pietroburgo; è circondata da alberi e adornata con numerose fontane, al suo centro è decorata con una aiuola fiorita e da una imponente statua di Lenin, eretta nel 1926, opera dello scultore Sergei Evseev e degli architetti Vladimir Štšukon e Vladimir Gelfreich

## Storia
Di ritorno dall'esilio, Lenin giunse qui via treno dalla stazione di Finlandia proveniente da Zurigo (Svizzera), passando per Sassnitz (Germania), dove imbarcò su di un traghetto che lo portò sino a Trelleborg (Svezia) per proseguire poi sino al posto di confine tra Haparanda e Tornio (Finlandia), giungendo quindi a Helsinki per prendere il convoglio ferroviario blindato che lo porterà a Pietrogrado (nome ufficiale di San Pietroburgo all'epoca) la sera del 16 aprile 1917 (3 aprile nel vecchio calendario giuliano allora ancora in vigore in Russia).